# Anisostachya ripicola
Anisostachya ripicola är en akantusväxtart som beskrevs av Raymond Benoist. Anisostachya ripicola ingår i släktet Anisostachya och familjen akantusväxter. Inga underarter finns listade i Catalogue of Life.